# 普卢瓦西
普卢瓦西（法語：Ploisy，法語發音：[plwazi]）是法国上法蘭西大區埃纳省的一个市镇，属于苏瓦松区。

## 地理
普卢瓦西（49°19'54"N, 3°17'28"E）面积2.87 平方千米，位于法国上法蘭西大區埃纳省，该省份为法国北部内陆省份，北起北部省，西接索姆省和瓦兹省，东临阿登省和马恩省，西南至塞纳-马恩省，东北部与比利时接壤。
与普卢瓦西接壤的市镇（或旧市镇、城区）包括：绍丹、库尔梅勒、米西欧布瓦、贝尔努瓦堡。

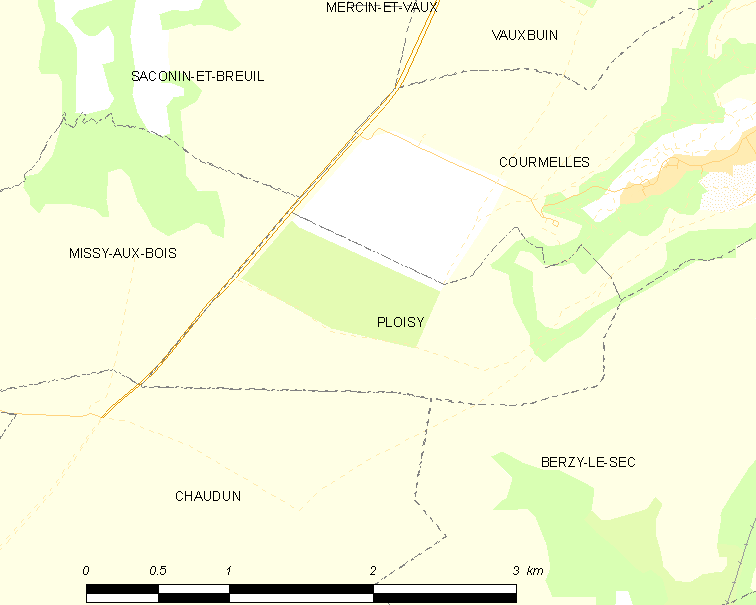
普卢瓦西的OSM定位图

普卢瓦西的时区为UTC+01:00、UTC+02:00（夏令时）。

## 行政
普卢瓦西的邮政编码为02200，INSEE市镇编码为02607。

## 政治
普卢瓦西所属的省级选区为苏瓦松第二县。

## 人口

1962-2008年间普卢瓦西人口变化图示

普卢瓦西于2022年1月1日时的人口数量为97人。